# House of Sand and Fog
House of Sand and Fog is een dramafilm uit 2003, geregisseerd door Vadim Perelman. De film is gebaseerd op het gelijknamige boek van Andre Dubus III.

## Verhaal
Massoud Amir Behrani, een oud-kolonel, is met zijn gezin Iran ontvlucht in de hoop een beter leven te kunnen opbouwen in de Verenigde Staten. Om de dochter des huizes een welgestelde man te geven heeft het gezin jarenlang boven hun stand geleefd, waardoor ze bijna berooid zijn. Wanneer hij voor een zeer laag bedrag een prachtig huis kan kopen hoopt hij hiermee de toekomst van zijn gezin zeker te stellen. Echter blijkt de vorige eigenaresse van het huis, Kathy Lazaro, onterecht onteigend te zijn door de staat. Zij heeft een drank- en drugsverleden en net weer haar leven op de rails. Het verlies van haar huis betekent hierdoor het einde aan haar hoop op een stabiel leven. Ze is vastbesloten de strijd aan te gaan en tegen elke prijs haar huis terug te krijgen.

## Rolverdeling
- Ben Kingsley - Massoud Amir Behrani
- Jennifer Connelly - Kathy Lazaro/Nicolo
- Shohreh Aghdashloo - Nadereh "Nadi" Behrani
- Ron Eldard - Hulpsheriff Lester Burton
- Jonathan Ahdout - Esmail Behrani
- Frances Fisher - Connie Walsh
- Kim Dickens - Carol Burdon
- Carlos Gómez - Luitenant Alvarez
- Navi Rawat - Soraya Behrani
- Kia Jam - Ali
- Jaleh Modjallal - Yasmin